# 緑楯王ブルータス
緑楯王ブルータス（Brutus Greenshield、ラテン語：Brutus Viridescutum、ウェールズ語：Brutus Darian Las）は、年代記編纂者ジェフリー・オブ・モンマスの『ブリタニア列王史』に語られている、ブリトン人の伝説的王である。彼はエブラウクスの息子である。

## ジェフリーの証言
ジェフリーによれば、緑の楯（ラテン語：Viridescutum）という姓のブルータスはエブラウクスの長男であり、エブラウクスの死後、ブリテン島に残った唯一の息子だった。他の息子たちは全員ゲルマニアへ行き、そこで新たな王国を築いていた。父の死後、ブルータスは12年統治を行った。その跡継ぎが息子のレイルであった。ジェフリーの著書に書かれているブルータスに関する記述はここまでである。

## エリザベス朝期の文化
イタリアの学者ポリドール・ヴァージルによれば、緑楯王ブルータスは「国内でも戦場でも大いに名を馳せた 」という。一方、エリザベス朝期のイングランドでは、ブルータスは偉大な戦士としての名声を受け、エノーにてフランスに対する遠征を行ったとされている。イギリスの詩人マイケル・ドレイトンは著書『ポリ・オリビオン』において「緑楯王ブルータス、我々はその名を摂理により帰属させた/神がこの土地の最初の征服者であるブルータスを復活させるために」と言及している。ブルータスのエノー征服と思われるものはエドマンド・スペンサーの『妖精の女王』にも登場する。その中で彼は「父親の喪失を修復するために」「スカルディス川の河口でブリュンシルト（エノーの王子）とエノーで二度目の戦い」をしたと述べられている.。この戦いで、彼の緑の楯は血の赤に染まった。緑楯王ブルータスは別の作品でも登場する。国王を題材にしたBrute Greenshieldはアドミラルズ・メンにより上演されたが、そのテキストは失われている。これはジョン・デイとヘンリー・チェットルによって書かれた可能性がある。
ここまで紹介した全ての作品において、緑楯王ブルータスのエノー遠征はイギリスの神話的礎となり、世界にイギリスの影響力を拡大した最初の海外事業となった。1579年にレスター伯爵がイギリス軍を率いてスペイン軍と戦ったため、エノーはエリザベス朝期においても重要な場所であった。緑楯王のエピソードはエリザベス女王が「ベルギークの海岸に白い棒を伸ばす」というマーリンの予言を予感させていたという.。

## ポップ・カルチャー
ダンジョン・シンセグループ「Brutus Greenshield」の名前の由来でもある。このグループはBandcampのサイトにていくつかのアルバムをリリースしている。